# Anomiopus tuberculicollis
Anomiopus tuberculicollis là một loài bọ cánh cứng trong họ Bọ hung (Scarabaeidae).